# U-19-Fußball-Europameisterschaft 2016
| Europameister | Sieger WM-Play-off |
| Finale        | WM-Play-off        |
| Halbfinale    | Gruppenphase       |

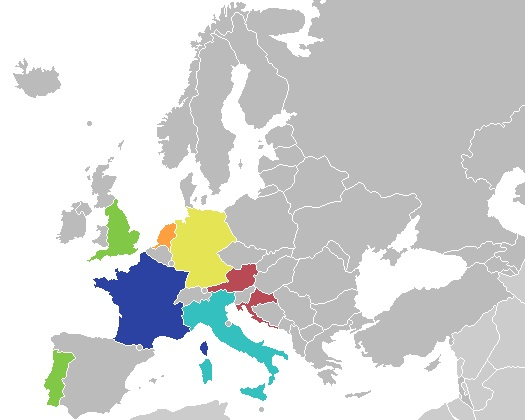
Teilnehmer der U-19-Europameisterschaft 2016 in Baden-Württemberg

Die Endrunde der 32. U-19-Europameisterschaft fand vom 11. bis 24. Juli 2016 in Deutschland statt. Insgesamt nahmen acht Mannschaften daran teil. Es wurde in zehn verschiedenen Stadien in neun Städten Baden-Württembergs gespielt. Die besten fünf Mannschaften qualifizierten sich als europäische Vertreter für die U-20-Fußball-Weltmeisterschaft 2017 in Südkorea.
Titelverteidiger Spanien konnte sich nicht für die Endrunde der U-19-Europameisterschaft qualifizieren.

## Vergabe
Das Exekutivkomitee des europäischen Verbandes der UEFA hat dem Deutschen Fußball-Bund (DFB) den Zuschlag für die Ausrichtung der U-19-Europameisterschaft 2016 gegeben. Die Entscheidung wurde am 20. März 2012 in Istanbul bekannt gegeben. In Deutschland waren in den vergangenen Jahren bereits die Europameisterschaften der U-21 (2004) und U-17 (2009) und die U-20-WM (2010) der Juniorinnen ausgespielt worden. Der DFB erteilte am 21. März 2014 den Landesverbänden Baden und Württemberg den Zuschlag für die Durchführung.

## Qualifikation
Die Qualifikation zu dem Turnier fand in zwei Stufen statt. Auf die erste Qualifikationsrunde folgte eine zweite Runde, Eliterunde genannt. Deutschland war als Gastgeber direkt qualifiziert.

### Erste Runde
Die Auslosung der ersten Runde erfolgte am 3. Dezember 2014 in Nyon. Spanien erhielt vorab ein Freilos für die Eliterunde. Die übrigen 52 Teilnehmer wurden auf 13 Gruppen à vier Mannschaften aufgeteilt. Die Gruppenersten und -zweiten sowie der beste Gruppendritte, für dessen Ermittlung nur die Spiele gegen die beiden Gruppenersten zählten, erreichten die Eliterunde im Frühjahr 2015.

### Eliterunde
Die sieben Gruppensieger der Eliterunde qualifizierten sich für die Endrunde. Die Auslosung für diese fand am 3. Dezember 2015 statt. Die Einteilung in die Lostöpfe erfolgte am 21. November 2015.
Die Schweiz spielte in Gruppe 2 vom 25. bis 30. März 2016 in Italien noch gegen Israel und die Türkei, Österreich war Gastgeber von Gruppe 3 und spielte vom 24. bis 29. März gegen Tschechien, Rumänien und die Slowakei. Österreich qualifizierte sich als Gruppensieger für die Endrunde, während die Schweiz gegen Italien ausschied.

## Teilnehmer
Gastgeber Deutschland war automatisch für die Endrunde gesetzt. Somit gab es sieben weitere Plätze, die an die sieben Gruppensieger der Eliterunde vergeben wurden.
Die offizielle Auslosung für die Endrunde der U-19-Euro 2016 fand am 12. April 2016 in Stuttgart statt.
| - Deutschland (Gastgeber) - England (Sieger Gruppe 1) - Italien (Sieger Gruppe 2) - Österreich (Sieger Gruppe 3) | - Niederlande (Sieger Gruppe 4) - Kroatien (Sieger Gruppe 5) - Portugal (Sieger Gruppe 6) - Frankreich (Sieger Gruppe 7) |

## Kader aus dem deutschsprachigen Raum

### DFB-Auswahl
Trainer: Guido Streichsbier (* 21. Oktober 1969)
| Position   | Name                   | Verein              | Geburts- datum | Anzahl der Spiele | Tor | Gelbe Karte | Gelb-Rote Karte | Rote Karte |
| ---------- | ---------------------- | ------------------- | -------------- | ----------------- | --- | ----------- | --------------- | ---------- |
| Torhüter   | Florian Müller         | 1. FSV Mainz 05     | 13. Nov. 1997  | 2                 | 0   | 0           | 0               | 0          |
| Torhüter   | Dominik Reimann        | Borussia Dortmund   | 18. Juni 1997  | 2                 | 0   | 0           | 0               | 0          |
| Abwehr     | Lukas Boeder           | Bayer 04 Leverkusen | 18. Apr. 1997  | 2                 | 0   | 0           | 0               | 0          |
| Abwehr     | Gino Fechner           | RB Leipzig          | 5. Sep. 1997   | 3                 | 0   | 1           | 0               | 0          |
| Abwehr     | Benedikt Gimber        | SV Sandhausen       | 19. Feb. 1997  | 4                 | 0   | 0           | 0               | 0          |
| Abwehr     | Gökhan Gül             | VfL Bochum          | 17. Juli 1998  | 3                 | 1   | 1           | 0               | 0          |
| Abwehr     | Jannes Horn            | VfL Wolfsburg       | 6. Feb. 1997   | 2                 | 0   | 2           | 0               | 0          |
| Abwehr     | Maximilian Mittelstädt | Hertha BSC          | 18. März 1997  | 3                 | 0   | 2           | 0               | 0          |
| Abwehr     | Phil Neumann           | FC Schalke 04       | 8. Juli 1997   | 4                 | 1   | 0           | 0               | 0          |
| Mittelfeld | Max Besuschkow         | VfB Stuttgart       | 31. Mai 1997   | 3                 | 0   | 1           | 0               | 0          |
| Mittelfeld | Amara Condé            | VfL Wolfsburg       | 6. Jan. 1997   | 2                 | 0   | 0           | 0               | 0          |
| Mittelfeld | Benjamin Henrichs      | Bayer 04 Leverkusen | 23. Feb. 1997  | 4                 | 0   | 0           | 0               | 0          |
| Mittelfeld | Marvin Mehlem          | Karlsruher SC       | 11. Sep. 1997  | 3                 | 1   | 0           | 0               | 0          |
| Mittelfeld | Fabian Reese           | FC Schalke 04       | 29. Nov. 1997  | 3                 | 0   | 0           | 0               | 0          |
| Mittelfeld | Suat Serdar            | 1. FSV Mainz 05     | 11. Apr. 1997  | 4                 | 1   | 1           | 0               | 0          |
| Angriff    | Philipp Ochs           | TSG 1899 Hoffenheim | 17. Apr. 1997  | 4                 | 4   | 1           | 0               | 0          |
| Angriff    | Janni Serra            | Borussia Dortmund   | 13. März 1998  | 4                 | 0   | 0           | 0               | 0          |
| Angriff    | Cedric Teuchert        | 1. FC Nürnberg      | 14. Jan. 1997  | 4                 | 1   | 0           | 0               | 0          |

### ÖFB-Auswahl
Trainer: Rupert Marko (* 24. November 1963)
| Position   | Name                | Verein               | Geburts- datum | Anzahl der Spiele | Tor | Gelbe Karte | Gelb-Rote Karte | Rote Karte |
| ---------- | ------------------- | -------------------- | -------------- | ----------------- | --- | ----------- | --------------- | ---------- |
| Torhüter   | Paul Gartler        | SK Rapid Wien        | 10. März 1997  | 3                 | 0   | 0           | 0               | 0          |
| Torhüter   | Tobias Schützenauer | SK Sturm Graz        | 19. Mai 1997   | 0                 | 0   | 0           | 0               | 0          |
| Abwehr     | Sandro Ingolitsch   | FC Liefering         | 18. Apr. 1997  | 0                 | 0   | 0           | 0               | 0          |
| Abwehr     | Manuel Maranda      | FC Admira Wacker     | 9. Juli 1997   | 1                 | 0   | 0           | 0               | 0          |
| Abwehr     | Stefan Perić        | VfB Stuttgart II     | 13. Feb. 1997  | 2                 | 0   | 2           | 0               | 0          |
| Abwehr     | Stefan Posch        | TSG 1899 Hoffenheim  | 14. Mai 1997   | 3                 | 0   | 0           | 0               | 0          |
| Abwehr     | Maximilian Wöber    | SK Rapid Wien        | 4. Feb. 1998   | 3                 | 0   | 1           | 0               | 0          |
| Mittelfeld | Albin Gashi         | SK Rapid Wien        | 25. Jan. 1997  | 2                 | 0   | 0           | 0               | 0          |
| Mittelfeld | Benjamin Kaufmann   | FC Liefering         | 14. Juni 1997  | 3                 | 0   | 1           | 0               | 0          |
| Mittelfeld | Marco Krainz        | SC Austria Lustenau  | 17. Mai 1997   | 3                 | 0   | 1           | 0               | 0          |
| Mittelfeld | Sandi Lovrić        | SK Sturm Graz        | 28. März 1998  | 3                 | 0   | 0           | 0               | 0          |
| Mittelfeld | Philipp Malicsek    | SK Rapid Wien        | 3. Juni 1997   | 3                 | 0   | 0           | 0               | 0          |
| Mittelfeld | Xaver Schlager      | FC Red Bull Salzburg | 28. Sep. 1997  | 3                 | 1   | 1           | 0               | 0          |
| Mittelfeld | Simon Pirkl         | FC Wacker Innsbruck  | 3. Apr. 1997   | 3                 | 0   | 1           | 0               | 0          |
| Mittelfeld | Wilhelm Vorsager    | FC Admira Wacker     | 29. Juni 1997  | 1                 | 0   | 0           | 0               | 0          |
| Angriff    | Fabian Gmeiner      | VfB Stuttgart        | 27. Jan. 1997  | 3                 | 0   | 0           | 0               | 0          |
| Angriff    | Patrick Hasenhüttl  | FC Ingolstadt 04 II  | 20. Mai 1997   | 2                 | 0   | 0           | 0               | 0          |
| Angriff    | Arnel Jakupovic     | FC Middlesbrough     | 29. Mai 1998   | 3                 | 1   | 0           | 0               | 0          |

## Austragungsorte
Die Europameisterschaft fand ausschließlich in Spielorten im Bundesland Baden-Württemberg statt. Das Eröffnungsspiel wurde am 11. Juli 2016 in der Mercedes-Benz Arena in Stuttgart gespielt, das Finale am 24. Juli in der Rhein-Neckar-Arena in Sinsheim. Die weiteren Spielorte für die Gruppe A mit der DFB-Auswahl waren das Gazi-Stadion auf der Waldau in Stuttgart, das Stadion an der Kreuzeiche in Reutlingen und die Arena in Großaspach. Die Gruppe B spielte in Heidenheim, Aalen und Ulm. Die Halbfinals fanden in Mannheim, das WM-Play-off-Spiel in Sandhausen statt.
| Aalen                                | Aspach                                | Heidenheim                                    | Mannheim                            | Reutlingen                                  |
| ------------------------------------ | ------------------------------------- | --------------------------------------------- | ----------------------------------- | ------------------------------------------- |
| Scholz Arena Kapazität: 14.500       | Mechatronik Arena Kapazität: 10.000   | Voith-Arena Kapazität: 15.000                 | Carl-Benz-Stadion Kapazität: 27.000 | Stadion an der Kreuzeiche Kapazität: 15.228 |
| Scholz Arena                         | Mechatronik Arena                     | Voith-Arena                                   | Carl-Benz-Stadion                   | Stadion an der Kreuzeiche                   |
| 2 Vorrundenspiele                    | 2 Vorrundenspiele                     | 2 Vorrundenspiele                             | 2 Halbfinals                        | 2 Vorrundenspiele                           |
| Sinsheim                             | Stuttgart                             | Stuttgart                                     | Ulm                                 | Sandhausen                                  |
| Rhein-Neckar-Arena Kapazität: 30.150 | Mercedes-Benz Arena Kapazität: 60.449 | Gazi-Stadion auf der Waldau Kapazität: 11.490 | Donaustadion Kapazität: 19.500      | Hardtwaldstadion Kapazität: 15.300          |
| Rhein-Neckar-Arena                   | Mercedes-Benz Arena                   | Gazi-Stadion auf der Waldau                   | Donaustadion                        | Hardtwaldstadion                            |
| Finale                               | Eröffnungsspiel                       | 1 Vorrundenspiel                              | 2 Vorrundenspiele                   | WM-Play-off                                 |

## Vorrunde

### Modus
Die Vorrunde wurde in zwei Gruppen mit jeweils vier Mannschaften ausgetragen. Die zwei Gruppensieger und Zweitplatzierten qualifizierten sich für das Halbfinale, die beiden Drittplatzierten qualifizierten sich für das Play-off-Spiel zur U-20-Weltmeisterschaft 2017.
Wenn zwei oder mehr Mannschaften derselben Gruppe nach Abschluss der Gruppenspiele die gleiche Anzahl Punkte aufweisen, wird die Platzierung nach folgenden Kriterien in dieser Reihenfolge ermittelt:
a. höhere Punktzahl aus den Direktbegegnungen der betreffenden Mannschaften;
b. bessere Tordifferenz aus den Direktbegegnungen der betreffenden Mannschaften;
c. größere Anzahl erzielter Tore aus den Direktbegegnungen der betreffenden Mannschaften;
d. wenn nach der Anwendung der Kriterien a) bis c) immer noch mehrere Mannschaften denselben Platz belegen, werden die Kriterien a) bis c) erneut angewendet, jedoch ausschließlich auf die Direktbegegnungen der betreffenden Mannschaften, um deren definitive Platzierung zu bestimmen. Führt dieses Vorgehen keine Entscheidung herbei, werden die Kriterien e) bis h) angewendet;
e. bessere Tordifferenz aus allen Gruppenspielen;
f. größere Anzahl erzielter Tore aus allen Gruppenspielen;
g. geringere Gesamtzahl an Strafpunkten auf der Grundlage der in allen Gruppenspielen erhaltenen gelben und roten Karten (rote Karte = 3 Punkte, gelbe Karte = 1 Punkt, Platzverweis nach zwei gelben Karten in einem Spiel = 3 Punkte);
h. Losentscheid.
Treffen zwei Mannschaften im letzten Gruppenspiel aufeinander, die dieselbe Anzahl Punkte sowie die gleiche Tordifferenz und gleiche Anzahl Tore aufweisen, und endet das betreffende Spiel unentschieden, wird die endgültige Platzierung der beiden Mannschaften durch Elfmeterschießen ermittelt, vorausgesetzt, dass keine andere Mannschaft derselben Gruppe nach Abschluss aller Gruppenspiele dieselbe Anzahl Punkte aufweist. Haben mehr als zwei Mannschaften dieselbe Anzahl Punkte, finden die oberen Kriterien Anwendung.

### Gruppe A
| Pl. | Land        | Sp. | S | U | N | Tore    | Diff. | Punkte |
| --- | ----------- | --- | - | - | - | ------- | ----- | ------ |
| 1.  | Portugal    | 3   | 1 | 2 | 0 | 006:500 | +1    | 05     |
| 2.  | Italien     | 3   | 1 | 2 | 0 | 003:200 | +1    | 05     |
| 3.  | Deutschland | 3   | 1 | 0 | 2 | 006:500 | +1    | 03     |
| 4.  | Österreich  | 3   | 0 | 2 | 1 | 002:500 | −3    | 02     |

|                                                                      |   |             |           |
| 11. Juli 2016 um 12:00 Uhr in Stuttgart (Mercedes-Benz Arena)        |   |             |           |
| Deutschland                                                          | – | Italien     | 0:1 (0:0) |
| 11. Juli 2016 um 19:00 Uhr in Aspach (Mechatronik Arena)             |   |             |           |
| Portugal                                                             | – | Österreich  | 1:1 (0:1) |
| 14. Juli 2016 um 12:00 Uhr in Reutlingen (Stadion an der Kreuzeiche) |   |             |           |
| Italien                                                              | – | Österreich  | 1:1 (1:1) |
| 14. Juli 2016 um 19:30 Uhr in Aspach (Mechatronik Arena)             |   |             |           |
| Deutschland                                                          | – | Portugal    | 3:4 (1:1) |
| 17. Juli 2016 um 19:30 Uhr in Reutlingen (Stadion an der Kreuzeiche) |   |             |           |
| Österreich                                                           | – | Deutschland | 0:3 (0:0) |
| 17. Juli 2016 um 19:30 Uhr in Stuttgart (Gazi-Stadion)               |   |             |           |
| Italien                                                              | – | Portugal    | 1:1 (1:0) |

### Gruppe B

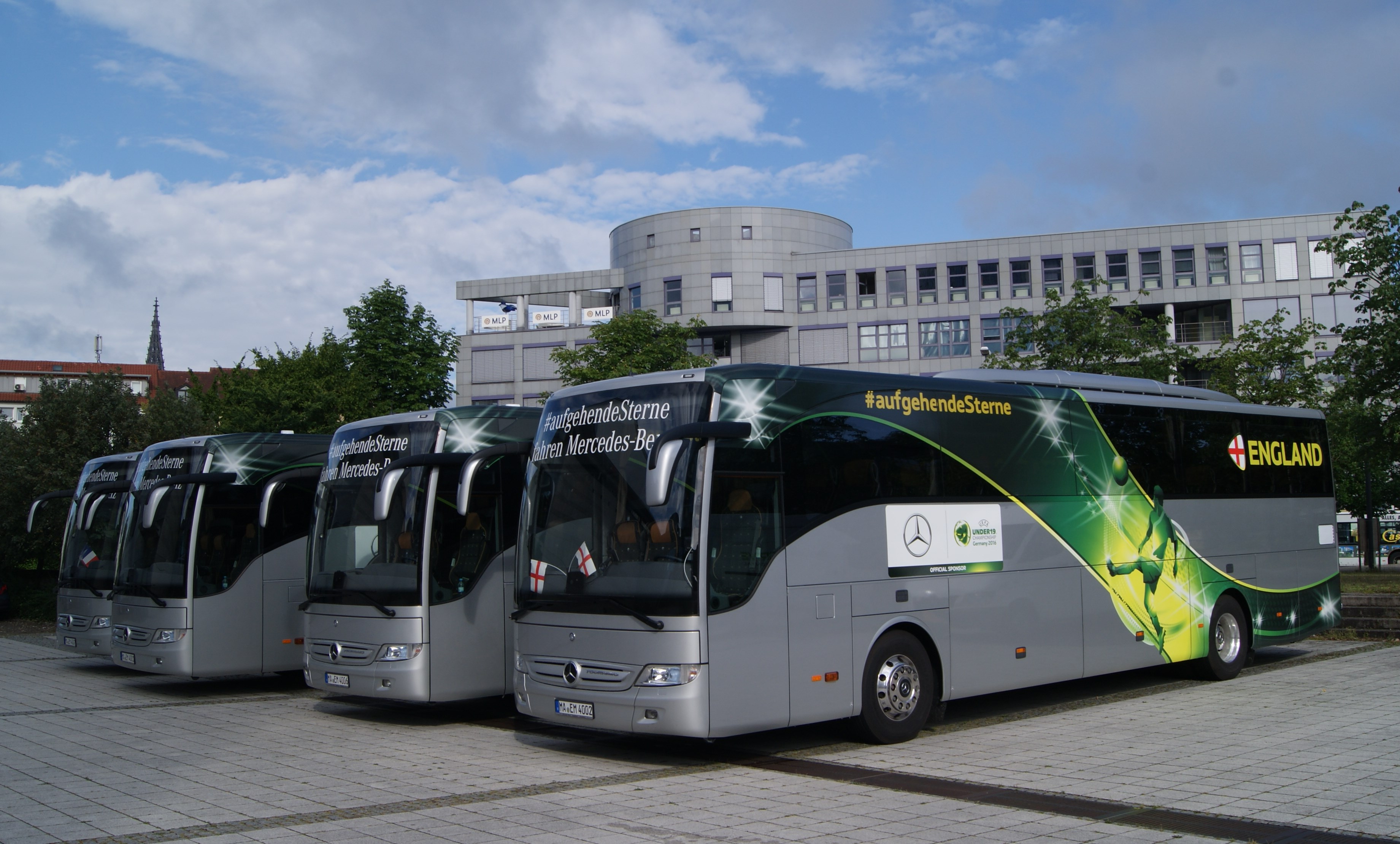
Der Mannschaftsbus Englands in Ulm

| Pl. | Land        | Sp. | S | U | N | Tore    | Diff. | Punkte |
| --- | ----------- | --- | - | - | - | ------- | ----- | ------ |
| 1.  | England     | 3   | 3 | 0 | 0 | 006:300 | +3    | 09     |
| 2.  | Frankreich  | 3   | 2 | 0 | 1 | 008:300 | +5    | 06     |
| 3.  | Niederlande | 3   | 1 | 0 | 2 | 005:800 | −3    | 03     |
| 4.  | Kroatien    | 3   | 0 | 0 | 3 | 002:700 | −5    | 0      |

|                                                        |   |             |           |
| 12. Juli 2016 um 12:00 Uhr in Ulm (Donaustadion)       |   |             |           |
| Kroatien                                               | – | Niederlande | 1:3 (1:2) |
| 12. Juli 2016 um 19:30 Uhr in Heidenheim (Voith-Arena) |   |             |           |
| Frankreich                                             | – | England     | 1:2 (1:2) |
| 15. Juli 2016 um 12:00 Uhr in Ulm (Donaustadion)       |   |             |           |
| Niederlande                                            | – | England     | 1:2 (1:1) |
| 15. Juli 2016 um 19:30 Uhr in Aalen (Scholz Arena)     |   |             |           |
| Kroatien                                               | – | Frankreich  | 0:2 (0:1) |
| 18. Juli 2016 um 12:00 Uhr in Heidenheim (Voith-Arena) |   |             |           |
| England                                                | – | Kroatien    | 2:1 (2:0) |
| 18. Juli 2016 um 12:00 Uhr in Aalen (Scholz Arena)     |   |             |           |
| Niederlande                                            | – | Frankreich  | 1:5 (1:2) |

## Finalrunde
Laut einem Beschluss des UEFA-Exekutivkomitees vom 2. Mai 2016 durfte bei diesem Turnier in einer Verlängerung jede Mannschaft eine vierte Einwechslung vornehmen.

### Spiel um Platz 5
Neben den vier Halbfinalisten qualifizierte sich auch der Fünftplatzierte für die U-20-Fußball-Weltmeisterschaft 2017 in Südkorea.
|                                        |   |             |                                 |
| 21. Juli 2016, 19:00 Uhr in Sandhausen |   |             |                                 |
| Deutschland                            | – | Niederlande | 3:3 n. V. (2:2, 1:0), 5:4 i. E. |

### Halbfinale
|                                        |   |            |           |
| 21. Juli 2016 um 12:00 Uhr in Mannheim |   |            |           |
| England                                | – | Italien    | 1:2 (0:1) |
| 21. Juli 2016 um 17:00 Uhr in Mannheim |   |            |           |
| Portugal                               | – | Frankreich | 1:3 (1:1) |

### Finale
| Frankreich                                                         | Frankreich | Italien | Italien |
| ------------------------------------------------------------------ | --- | --- | ------- |
| Frankreich                                                         | \| Finale \| \| 24. Juli 2016 um 20:30 Uhr (MESZ) in Sinsheim (Rhein-Neckar-Arena) \| \| Ergebnis: 4:0 (2:0) \| \| Zuschauer: 25.100 \| \| Schiedsrichter: Əliyar Ağayev ( Aserbaidschan) \| \| Spielbericht \|                                                        | \| Finale \| \| 24. Juli 2016 um 20:30 Uhr (MESZ) in Sinsheim (Rhein-Neckar-Arena) \| \| Ergebnis: 4:0 (2:0) \| \| Zuschauer: 25.100 \| \| Schiedsrichter: Əliyar Ağayev ( Aserbaidschan) \| \| Spielbericht \|                                                                   | Italien |
| Frankreich                                                         | Paul Bernardoni – Faitout Maouassa, Issa Diop, Jérôme Onguéné, Clément Michelin – Kylian Mbappé, Lucas Tousart , Denis Poha (85. Marcus Thuram), Ludovic Blas (81. Jérémy Gelin) – Jean-Kévin Augustin, Amine Harit (90.+1' Jeando Fuchs) Cheftrainer: Ludovic Batelli | Alex Meret – Federico Dimarco, Mauro Coppolaro, Filippo Romagna , Davide Vitturini – Alberto Picchi (46. Patrick Cutrone), Manuel Locatelli, Nicolò Barella, Paolo Ghiglione (78. Francesco Cassata)- Simone Minelli (56. Simone Edera), Andrea Favilli Cheftrainer: Paolo Vanoli | Italien |
| Frankreich                                                         | 1:0 Jean-Kévin Augustin (5.) 2:0 Ludovic Blas (19.) 3:0 Lucas Tousart (82.) 4:0 Issa Diop (90.+2') | | Italien |
| Frankreich                                                         | Diop (49.), Michelin (84.) | Barella (33.), Vitturini (41.), Locatelli (80.), Favilli (84.), Cassata (87.) | Italien |
| Finale                                                             | | |         |
| 24. Juli 2016 um 20:30 Uhr (MESZ) in Sinsheim (Rhein-Neckar-Arena) | | |         |
| Ergebnis: 4:0 (2:0)                                                | | |         |
| Zuschauer: 25.100                                                  | | |         |
| Schiedsrichter: Əliyar Ağayev ( Aserbaidschan)                     | | |         |
| Spielbericht                                                       | | |         |

## Beste Torschützen
Nachfolgend sind die besten Torschützen der Endrunde dieser Europameisterschaft aufgelistet. Die Rangfolge entspricht den offiziellen Regeln der UEFA, nach denen zur Ermittlung des Torschützenkönigs bei gleicher Toranzahl die Zahl der Vorlagen und die Spielminuten ausschlaggebend sind.
| Rang | Spieler                | Tore |
| ---- | ---------------------- | ---- |
| 1    | Jean-Kévin Augustin    | 6    |
| 2    | Kylian Mbappé          | 5    |
| 3    | Federico Dimarco       | 4    |
|      | Philipp Ochs           | 4    |
| 5    | Sam Lammers            | 3    |
| 6    | Ludovic Blas           | 2    |
|      | Dominic Solanke        | 2    |
|      | Isaiah Brown           | 2    |
|      | Abdelhak Nouri         | 2    |
|      | Buta                   | 2    |
|      | Steven Bergwijn        | 2    |
| 12   | Nikola Moro            | 1    |
|      | Gonçalo Rodrigues      | 1    |
|      | Xaver Schlager         | 1    |
|      | Issa Diop              | 1    |
|      | Marvin Mehlem          | 1    |
|      | Dennis van der Heijden | 1    |
|      | Asumah Ankrah          | 1    |
|      | Pedro Empis            | 1    |
|      | Pedro Pacheco          | 1    |
|      | Suat Serdar            | 1    |
|      | Cedric Teuchert        | 1    |
|      | Josip Brekalo          | 1    |
|      | Alexandre Silva        | 1    |
|      | Manuel Locatelli       | 1    |
|      | Arnel Jakupovic        | 1    |
|      | Gökhan Gül             | 1    |
|      | Phil Neumann           | 1    |
|      | Lucas Tousart          | 1    |

Hinzu kommen die Eigentore des Franzosen Clément Michelin, des Kroaten Silvio Anočić und des Italieners Alberto Picchi. Alle drei Spieler trafen in ihrem jeweiligen Spiel gegen England (2× Gruppenphase, 1× Halbfinale) ins eigene Netz.

## Mannschaft des Turniers
| Torhüter               | Abwehr                                                                           | Mittelfeld                                                              | Stürmer                                                                 | Bester Spieler      |
| ---------------------- | -------------------------------------------------------------------------------- | ----------------------------------------------------------------------- | ----------------------------------------------------------------------- | ------------------- |
| Alex Meret Pedro Silva | Fikayo Tomori Issa Diop Faitout Maouassa Phil Neumann Filippo Romagna Rúben Dias | Xaver Schlager Amine Harit Lucas Tousart Abdelhak Nouri Pedro Rodrigues | Jean-Kévin Augustin Ludovic Blas Kylian Mbappé Sam Lammers Aurélio Buta | Jean-Kévin Augustin |

## Schiedsrichter
Am 31. Mai 2016 nominierte die UEFA sechs Schiedsrichter aus sechs Ländern, die von acht Assistenten unterstützt werden. Dabei gibt es keine festen Teams aus Schiedsrichtern und Assistenten. Zwei weitere Schiedsrichter, welche als 4. Offizielle zum Einsatz kommen, komplettieren das Feld der Unparteiischen der Endrunde. Trotz des Austragungsortes in Deutschland wurde von der UEFA kein Schiedsrichter aus dem deutschsprachigen Raum für diese Endrunde nominiert.
| Schiedsrichter                  | Jahrgang | Assistenten         | Jahrgang | Vierte Offizielle | Jahrgang |
| ------------------------------- | -------- | ------------------- | -------- | ----------------- | -------- |
| Əliyar Ağayev 2                 | 1987     | Ridiger Çokaj       | 1984     | Nikola Dabanović  | 1981     |
| Alejandro Hernández Hernández 1 | 1982     | Igor Demeschko      | 1978     | Alan Mario Sant   | 1980     |
| Radu Marian Petrescu            | 1982     | Milutin Đukić       | 1979     |                   |          |
| Roi Reinshreiber                | 1980     | Vladimir Gerasimovs | 1987     |                   |          |
| Bart Vertenten                  | 1988     | Geir Oskar Isaksen  | 1988     |                   |          |
| Anatolij Schabtschenko          | 1979     | Douglas Ross        |          |                   |          |
|                                 |          | Birkir Sigurðarson  | 1985     |                   |          |
|                                 |          | Manuel Vidali       |          |                   |          |

## Tickets
Ab dem 5. Februar 2016 konnten Fans im offiziellen Vorverkauf über die Ticketportale des DFB und über die Vorverkaufsstätten der Besitzer der jeweiligen Stadien Tickets erwerben. Die Ticketpreise variierten dabei je nach Wert der Begegnung. So kostete ein Einzelticket für ein Vorrundenspiel zwischen vier und neun Euro, ein Einzelticket für ein Halbfinale oder das Play-off-Spiel kostete zwischen sechs und zehn Euro. Vereine und Schülergruppen hatten die Möglichkeit, ein Gruppenticket zu erwerben. Ab einer Anzahl von zehn Personen kostete der Eintritt bei einem Gruppenticket für alle Spiele inklusive Halbfinale und Play-off-Spiel zwei Euro pro Person.

## Fernsehübertragung
Der Sportsender Eurosport hat sich die Übertragungsrechte für die EM-Endrunde in Deutschland gesichert. Der Sender zeigte sechs der 12 Vorrundenspiele auf Eurosport 1, darunter alle drei Begegnungen mit deutscher Beteiligung. Ein Halbfinale sowie das Finale am 24. Juli wurden auf Eurosport 1 übertragen, das Play-off-Spiel um den Startplatz zur U-20-Fußball-Weltmeisterschaft 2017 in Südkorea wurde aufgrund der Teilnahme der deutschen Mannschaft an dieser Partie vom ursprünglichen Sendeplatz auf Eurosport 2 auf den Sender Eurosport 1 übertragen. Stattdessen zeigte Eurosport 2 das zweite Halbfinale.